# Ua Pou
Ua Pou (en marquesà del nord ’uapou) és una illa de les Marqueses, a la Polinèsia Francesa. Està situada en el grup nord de l'arxipèlag, a 35 km al sud de Nuku Hiva i 85 km al nord-oest d'Hiva Oa. També és una comuna de la Polinèsia francesa.

## Geografia
L'illa té una forma piramidal i en el centre destaquen uns pilars basàltics en forma de pa de sucre: Matahenua (1028 m), Pouakei (1023 m) i Oave (1230 m). La superfície total és de 105,3 km². Amb 2.200 habitants al cens del 2002 resulta l'illa més densament poblada de l'arxipèlag. La vila principal és Hakahau situada al nord-oest de l'illa amb el principal port i prop de l'aeroport. La població és reconeguda per les qualitats artístiques innates dels artesans escultors i tatuadors a més dels cantants i dansaires tradicionals. Bianualment se celebra el festival de Matava‘a constituint un centre important de la cultura marquesana.

## Història
Els habitants d'Ua Pou van participar en les guerres tribals de Nuku Hiva, però interiorment eren l'única illa que estava unificada sota un sol cap abans de l'arribada dels europeus. El nord-americà Joseph Ingraham, el 1791, va ser el primer a anotar la seva posició anomenant-la Adams en honor de l'aleshores vicepresident John Adams. Dos mesos més tard hi desembarcà el francès Étienne Marchand deixant el seu propi nom. També s'ha conegut com a Trevenen Island. El nom Ua Pou significa «dos pilars» i reflecteix la seva orografia. També s'ha escrit com Ua Pu, Hua Pu i Ropo.

## Administració
| Període | Identitat    | Partit |
| ------- | ------------ | ------ |
| 2008-   | Joseph Kaiha |        |